# شب یوری
شبِ یوری نام جشنی بین‌المللی است که در ۱۲ آوریل هر سال در کشورهای مختلف برگزار می‌شود. این جشن برای بزرگداشت دو رخداد بزرگ و مجزا از هم در عرصه فضانوردی برگزار می‌شود. دلیل اول، بخاطر ورود یوری گاگارین به فضا در ۱۲ آوریل ۱۹۶۱ است. وی نخستین انسانی بود که وارد فضا شد و در مدت ۱۰۸ دقیقه مدار زمین را یک دور به‌طور کامل پیمود. دلیل دوم بخاطر پرتاب نخستین شاتل فضایی به فضا(اس‌تی‌اس-۱) در ۲۱ آوریل ۱۹۸۱ می‌باشد. در برخی از این مراسم علاوه بر علاقه‌مندان به سفرها و اکتشافات فضایی، فضانوردان سرشناس نیز شرکت می‌کنند. در سال ۲۰۰۸ در شب یوری، ۴۹ کشور جهان میزبان ۱۶۸ جشن بودند. در سال ۲۰۱۱، در ۵۰ امین سالگرد سفر انسان به فضا، بیش از ۱۰۰ هزار نفر در ۷۵ کشور و در ۷ قاره جهان در ۵۶۷ برنامه‌ای که رسماً معرفی شده بود شرکت کردند. این در حالی بود که هزاران نفر نیز برنامه‌های شب یوری را که به صورت ۱۲ ساعته در جهان و به‌طور زنده پخش می‌شد، نگاه می‌کردند